# Alexander Mendoza
Alexander Mendoza (n. Manta, Manabí, Ecuador; 17 de abril de 1994) es un futbolista ecuatoriano. Juega de defensa y su equipo actual es el Manta Fútbol Club de la Serie B de Ecuador.

## Trayectoria
Alexander Mendoza se inició en el Manta FC desde la categoría sub-12 hasta las de mayores, con la llegada de Jorge Alfonso al banquillo del Manta tuvo la oportunidad de jugar de titular indiscutible.
Su debut en la Serie A fue en un partido de local contra el Deportivo Cuenca donde el Manta se opuso 3 tantos a 0.
EL Manta no logró su objetivo de no descender en el 2014 a la serie B, luchó hasta la última fecha donde salió goleado de visitante 4-0 contra el Independiente José Terán.

## Clubes
| Club     | País    | Año           | Partidos |
| -------- | ------- | ------------- | -------- |
| Manta FC | Ecuador | 2014-presente | 24       |